# Смазневська сільська рада
Сма́зневська сільська рада (рос. Смазневский сельский совет) — сільське поселення у складі Зоринського району Алтайського краю Росії.
Адміністративний центр — селище Смазнево.

## Населення
Населення — 1215 осіб (2019; 1330 в 2010, 1326 у 2002).

## Склад
До складу сільської ради входять:
| Населений пункт         | Населення, осіб (2002) | Населення, осіб (2010) |
| ----------------------- | ---------------------- | ---------------------- |
| Авдієвська База, селище | 134                    | 109                    |
| Смазнево, селище        | 1192                   | 1221                   |